# Manuel Fernández Ginés
Manuel Fernández Ginés (25 februari 1971) is een voormalig Spaans wielrenner.

## Levensloop en carrière
Manuel Fernández Ginés werd prof in 1993. In 1996 behaalde hij zijn grootste overwinning. Hij werd Spaans kampioen op de weg. In 1997 won hij de Ronde van Asturië. Hij eindigde eenmaal in de top twintig in de Ronde van Frankrijk. In 2000 stopte hij met wielrennen.

## Resultaten in voornaamste wedstrijden
| Jaar | Ronde van Italië | Ronde van Frankrijk | Ronde van Spanje |
| ---- | ---------------- | ------------------- | ---------------- |
| 1994 |                  |                     | 44e              |
| 1995 |                  |                     | opgave           |
| 1996 | 21e              | 16e                 |                  |
| 1997 |                  |                     |                  |
| 1998 |                  |                     | 69e              |
| 1999 |                  | 49e                 | opgave           |